# جون ريدلي (لاعب كرة قدم)
جون ريدلي (بالإنجليزية: John Ridley)‏ هو لاعب كرة قدم بريطاني في مركز الوسط، ولد في 27 أبريل 1952 في كونست ‏ في المملكة المتحدة، وتوفي في 3 مايو 2020. لعب مع بورت فايل وفورت لودردايل سترايكرز وليستر سيتي ونادي تشيسترفيلد.